# トゥンワー郡
座標: 北緯7度6分33秒 東経99度45分21秒 / 北緯7.10917度 東経99.75583度
トゥンワー郡（トゥンワーぐん）はタイ南部サトゥーン県の郡の一つ。

## 歴史
トゥンワー郡はサトゥーン県の設置当初からあった三郡のうちの一つ。20世紀当初の主要な産業は胡椒生産であった。1910年代に胡椒の生産量が減少し、海外の商人たちがこの土地を見放してゆくにつれて、多くの農民はラグー分郡に移住していった。1930年、政府はこの経済的な状況の変化に対応するために行政構造の改変に乗り出し、ラグー分郡を郡に昇格させ、トゥンワー郡を分郡に降格させた
。1973年トゥンワー分郡は郡としての地位を取り戻した。

## 地理
ラムタップ郡は北から時計回りにトラン県パリエン郡、サトゥーン県マナン郡、ラグー郡に接する。西はアンダマン海に面する。
郡の海岸部の大部分および数島の島嶼はペートラー諸島海洋公園に属する。

## 行政区分
トゥンワー郡は5つのタムボンに分かれ、さらにその下位に35の村（ムーバーン）がある。郡内には1つのテーサバーン（自治体）があり、テーサバーンタムボン・トゥンワーはタムボン・トゥンワーの一部を管理している。それ以外のそれぞれのタムボンはタムボン行政体により行政が行われている。  
| \| No. \| 名 \| タイ語 \| 村数 \| 人口 \| \| \| 1. \| タムボン・トゥンワー \| ทุ่งหว้า \| 10 \| 6,242 \| \| \| 2. \| タムボン・ナートーン \| นาทอน \| 9 \| 6,316 \| \| \| 3. \| タムボン・コーンカラーン \| ขอนคลาน \| 4 \| 2,305 \| \| \| 4. \| タムボン・トゥンブラン \| ทุ่งบุหลัง \| 5 \| 2,174 \| \| \| 5. \| タムボン・パーケーボーヒン \| ป่าแก่บ่อหิน \| 7 \| 3,646 \| \| |                            |          |      |       |  |
| No. | 名                         | タイ語   | 村数 | 人口  |  |
| 1. | タムボン・トゥンワー       | ทุ่งหว้า    | 10   | 6,242 |  |
| 2. | タムボン・ナートーン       | นาทอน    | 9    | 6,316 |  |
| 3. | タムボン・コーンカラーン   | ขอนคลาน  | 4    | 2,305 |  |
| 4. | タムボン・トゥンブラン     | ทุ่งบุหลัง   | 5    | 2,174 |  |
| 5. | タムボン・パーケーボーヒン | ป่าแก่บ่อหิน | 7    | 3,646 |  |

## 注脚
1. ↑  “ประกาศกระทรวงมหาดไทย เรื่อง ย้ายสับเปลี่ยนที่ว่าการอำเภอ” (Thai). Royal Gazette 47 (0 ก):  193. (1930-09-14).
2. ↑  “พระราชกฤษฎีกาตั้งอำเภอเขาพนม อำเภอสนามชัยเขต อำเภอแม่อาย อำเภอขามสะแกแสง อำเภอเก้าเลี้ยว อำเภอโพธิ์ประทับช้าง อำเภอหนองพอก อำเภอละอุ่น อำเภอทุ่งหว้า และอำเภอศรีธาตุ พ.ศ. ๒๕๑๖” (Thai). Royal Gazette 90 (75 ก special):  32–36. (June 28 1973).